# Emerald, Victoria
Emerald är en del av en befolkad plats i Australien. Den ligger i kommunen Cardinia och delstaten Victoria, omkring 44 kilometer öster om delstatshuvudstaden Melbourne. Antalet invånare är 5 813.
Runt Emerald är det ganska glesbefolkat, med 40 invånare per kvadratkilometer.. Närmaste större samhälle är Ferntree Gully, omkring 14 kilometer väster om Emerald.
I omgivningarna runt Emerald växer i huvudsak städsegrön lövskog. Genomsnittlig årsnederbörd är 1 244 millimeter. Den regnigaste månaden är juli, med i genomsnitt 140 mm nederbörd, och den torraste är januari, med 49 mm nederbörd.